# Trường Trung học phổ thông Mộc Lỵ
Trường THPT Mộc Lỵ là một trường trung học phổ thông công lập của tỉnh Sơn La được ký quyết định thành lập ngày 20 tháng 11 năm 1963. Trường đã được Nhà nước tặng thưởng Huân chương Lao động hạng Ba.

## Lịch sử
Trường Trung học phổ thông Mộc Lỵ được thành lập vào ngày 20 tháng 11 năm 1963 theo quyết định của tỉnh Sơn La. Tiền thân của trường ban đầu là Trường cấp 2,3 Mộc Châu, đóng tại cầu Bó Ún.
Trong thời kỳ Chiến tranh Việt Nam, năm học 1965-1966 trường sơ tán về chân núi Bản Mòn. Kể từ thời điểm sơ tán, nhà trường đã có 3 khối lớp 8, 9, 10, với quy mô mở rộng hơn. Hậu giải phóng thống nhất, gần 10 năm sau trường được chuyển về Km 75 (thuộc Tiểu khu 3 – Thị trấn Mộc Châu).

## Cơ sở vật chất
Năm 2010, nhà trường đã được chuyển đến địa điểm mới (Tiểu khu 2 – Thị trấn Mộc Châu) với cơ sở vật chất khang trang, bề thế hơn với 40 phòng học kiên cố.

## Hoạt động ngoài trường
Trường Mộc Lỵ có tổ chức các hoạt động xã hội, các lĩnh vực văn hóa nghệ thuật, nhất là về thể dục, thể thao vào những ngày lễ, kỉ niệm. Từ năm 1980, trường năm nào đều đạt giải ở Hội khỏe Phù Đổng cấp tỉnh với vài học sinh trường đạt giải quốc gia.
Kỷ niệm 60 năm thành lập Trường THPT Mộc Lỵ

## Danh hiệu
- Ngày 5 tháng 9 năm 2016, Sở Giáo dục và Đào tạo Sơn La trao bằng công nhận Trường Trung học đạt chuẩn Quốc gia.[8]
- Huân chương lao động hạng Ba (2012 - 2013)[9]